# Mazdakisme

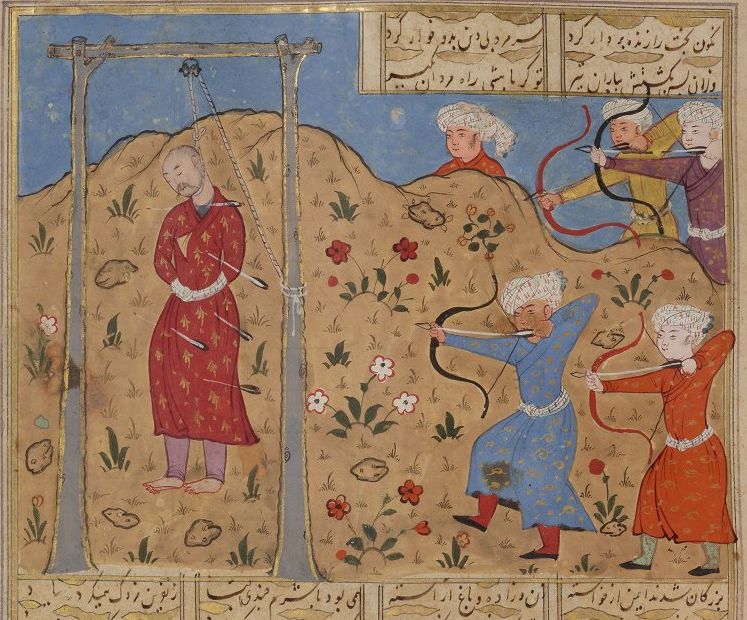
L'exécution du prophète Mazdak. Miniature dans un Shahnameh daté d'avant 1700.

Le mazdakisme est un courant religieux né en Perse, dans l'Empire sassanide, à la fin du Ve siècle, dérivé du mazdéisme et du manichéisme. Son influence s'est prolongée jusqu'au XIVe siècle environ. Il doit son nom à son fondateur, Mazdak.
Cette religion n'est connue par aucune source directe. On doit se référer à ce qu'en disent des auteurs de langues persane, arabe, syriaque et aussi grecque.

## Historique
Les origines du mazdakisme sont débattues. On voit tantôt dans ce courant religieux un dérivé du manichéisme, tantôt un dérivé du mazdéisme. Quoi qu'il en soit, il s'agit de deux courants ancrés dans la tradition religieuse iranienne, et bien présents dans l'Empire sassanide du Ve siècle, auxquels le mazdakisme se confronte.
Mazdak commence à prêcher durant la première moitié du règne du roi Kavadh Ier (488-496 puis 498-531). Ce dernier, soucieux de rétablir plus de justice sociale, est réceptif aux idées du prédicateur, et entreprend diverses réformes sociales, qui inquiètent beaucoup les élites du royaume, nobles et mages, contre lesquels est dirigée la critique sociale de Mazdak.
Kavadh Ier est détrôné par Zamasp en 496. Il réussit à revenir au pouvoir en 498 avec l’aide des Huns Blancs (Hephthalites),. Soucieux de conserver l'appui des grands de son royaume, il s'éloigne de Mazdak. Il va plus loin par la suite, en confiant à son fils Khosro, qu'il associe au pouvoir, le soin de persécuter les mazdakistes, entre 524 et 528. Sont alors exécutés Mazdak, et aussi un fils du roi qui avait choisi de rester fidèle à cette religion. Les mazdakistes sont massacrés à Ctésiphon semble-t-il sous le règne de Khosro.

## Fondements théologiques
Comme le mazdéisme et le manichéisme, le mazdakisme est une religion dualiste. Il existait deux principes : le Bien (la Lumière) et le Mal (l'Obscurité). Le mélange accidentel des deux avait engendré le Monde. Ce qui était perçu comme une tragédie par le manichéisme, est plutôt vu sous un point de vue optimiste par le mazdakisme.
Les mazdakistes vénèrent le dieu de la Lumière, qui vit au Paradis, situé au Ciel. Il est secondé par sept "vizirs", qui correspondent aux sept planètes connues alors, et par douze "êtres spirituels", qui correspondent aux douze signes du zodiaque.
Il existe quatre pouvoirs émanant du Dieu de la Lumière : la perception, le savoir, la joie et la mémoire. Tout homme est supposé disposer de ceux-ci. Il doit répandre la Lumière sur Terre, donc faire le Bien, en ayant une conduite moralement irréprochable. Il doit être respectueux des autres, éviter les conflits avec son prochain, aider les nécessiteux, ne pas chercher à s'enrichir aux dépens des siens. De cette volonté découlent les idées de réforme sociale prônées par Mazdak.

## Portée sociale
On présente souvent Mazdak comme un précurseur du socialisme. Aussi anachronique que soit ce propos, il met en avant ce qui a le plus frappé chez les mazdakistes : leur volonté de bâtir un nouvel ordre social. Celui-ci se dresse contre la société de l'Empire sassanide, très hiérarchisée, divisée en plusieurs classes, à la tête desquelles sont les prêtres mazdéens et les guerriers. Il s'agit donc aussi d'une remise en cause du mazdéisme (ou zoroastrisme fondé par Zarathoustra qui est le premier à prôner un Dieu unique : Ahura Mazda), religion officielle de l'État perse, dont les prêtres sont tenus par Mazdak pour responsables de l'inégalité qui règne dans le royaume.
Mazdak prône un idéal pacifique. Il veut venir en aide aux nécessiteux, et ouvre pour cela des hospices. Il propose de s'en prendre directement au pouvoir des prêtres, en fermant les temples du feu, et propose de manière générale la confiscation des biens des plus riches. Mazdak considère qu'il n'y a pas besoin de prêtres : les vrais religieux sont ceux qui respectent les bons principes, donc ceux qui ont compris l'univers qui les entoure. On lui attribue des idées encore plus révolutionnaires qui n'ont pas manqué de surprendre : l'abolition de la propriété privée et des gynécées des riches avec la mise en commun de tous les biens (communisme), et peut-être aussi des femmes, mais ce point est sujet à controverse. Ainsi, il n'y aurait plus de motif de conflits entre les hommes.

## Postérité
Après la grande persécution de 524-529, le mazdakisme est marginalisé. Le mouvement réussit néanmoins à amoindrir le pouvoir des nobles et des prêtres zoroastriens. De nombreux mouvement anti-féodaux du Moyen Âge se sont idéologiquement liés au mazdakisme. Il n'en survit pas moins dans des zones reculées.
En décembre 1303, un prétendu complot aurait été tramé contre l’Il-khan Ghazan. Le fils aîné de son oncle Ghaykhatou y aurait été mêlé sans y participer directement. Les conspirateurs ont été accusés d’être des mazdakistes, le terme désignant alors toutes les personnes professant des idées considérées comme socialement subversives.